# Goethe-Lieder
Песни на стихи Гёте (нем. Goethe-Lieder) — вокальный цикл Луиджи Даллапикколы для меццо-сопрано и трио кларнетов, написанный в 1953 году на фрагменты из «Западно-восточного дивана» Гёте. Является одним из самых известных, изучаемых и исполняемых сочинений композитора.

## История сочинения
Сочинение было написано январе-марте 1953 года во время пребывания композитора в США, где он преподавал композицию по приглашению местного университета, всего за несколько недель, разделявших мировую премьеру «Нотной тетради Анналиберы» (с Винсентом Персикетти) и завершение работы над «Вариациями», её оркестровой версией.
Замысел произведения возник у композитора, когда через тетралогию Томаса Манна «Иосиф и его братья» он неожиданно для себя смог уяснить, кем на самом деле являются Зулейка и Юсуф, персонажи «Западно-восточного дивана». По Манну (см. «Иосиф-кормилец», гл. «Утопленное сокровище»), Зулейкой зовётся в персидском фольклоре жена Потифара, а Юсуфом — Иосиф, то есть сын Иакова и Рахили. По собственным словам Даллапикколы, именно такого рода прояснение потребовалось ему, чтобы фантазия заработала в нужном направлении.
Отправной точкой стал набросок мелодии на слова «Я вместе с любимой — и это не ложно?» (был написан в середине января 1953 года во время переезда из Женевы в Милан), открывшей впоследствии последнюю часть сочинения. Мелодия, уложившаяся ровно в двенадцать нот, оказалась подходящей для того, чтобы послужить серией, из которой мог бы быть выведен весь цикл полностью. Более того её первые три ноты, приходящиеся на слова «Это не ложно?» (букв.: «Это возможно?») впоследствии обрели автономное существование в качестве т. н. «вопросительного мотива» в «Трёх вопросах с двумя ответами» и «Улиссе»

## Текст и структура
Для произведения Даллапиккола отобрал семь фрагментов из «Западно-восточного дивана» Гёте (все цитаты из Гёте приводятся далее в переводе В. В. Левика):
1. Lento. In tausend Formen magst du dich verstecken… («В тысяче форм ты можешь притаиться…»).
2. Sostenuto; declamando. Die Sonne kommt! Ein Prachterscheinen!… («Восходит солнце, — что за диво! …»).
3. Volante; leggero. Laß deinen süßen Rubinenmund… («Рубиновых уст коснуться позволь…»).
4. Impetuoso; appassionato. Möge Wasser springend, wallend… («Пусть вода, кипя, сверкает…»).
5. Estatico; contemplativo. Der Spiegel sagt mir: ich bin schön! («Я в зеркале — красавица…»).
6. Molto moderato; teneramente. Kaum daß ich dich wieder habe… («Вот мы здесь, мы вместе снова…»).
7. Quasi lento. Ist’s möglich, daß ich, Liebchen, dich kose… («Я вместе с любимой — и это не ложно?»).

Выбор текстов (все, кроме пятой части, где говорит сама Зулейка — из «Книги Зулейки») был обусловлен желанием композитора выстроить сочинение таким образом, чтобы было ощутимо центростремительное движение в направлении четвёртой части, где звучит имя Зулейки, в других частях умалчиваемое. Тем же принципом объясняется выбор темпов. В этом своём замысле он следовал трактовке Манна, предпринявшего «реконструкцию» истории Мут-эм-энет ради неё самой. В этой связи понятно письмо Даллапикколы в издательство от 2 июля 1953 года, где он высказывался категорически против исполнения отдельных частей цикла автономно.

## Состав
Сочинение написано для меццо-сопрано и трио кларнетов (кларнет-пикколо, кларнет си-бемоль, бас-кларнет). Состав является самым экстравагантным во всём творчестве композитора. Во многом (не только в составе как таковом) он вдохновлялся примером веберновских «Канонов» (соч. 16) для сопрано, кларнета и бас-кларнета. В Архиве композитора сохранилась рукопись неопубликованной статьи («Экспрессионизм», 1949-50), в которой подробно рассматривается сочинение Веберна.
Задействование того или иного подмножества кларнетов в каждой из частей цикла симметрично и подчиняется определённой логике:
1. Голос и три кларнета
2. Голос и один кларнет (кларнет-пикколо)
3. Голос и два кларнета (кларнет-пикколо и кларнет си-бемоль)
4. Голос и три кларнета
5. Голос и два кларнета (кларнет и бас-кларнет)
6. Голос и один кларнет (бас-кларнет)
7. Голос и три кларнета

Марио Руффини отмечается «пирамидальность» такой формы (если отвлечься от обрамляющих цикл крайних частей).

## О технике
Сочинение выведено из одной серии [453170ab6982], которая впервые звучит в своём исходном виде лишь в начале последней части цикла. Даллапиккола строго придерживается на протяжения всего произведения серийной техники, однако сам отмечает, что в центральной части он столкнулся с проблемой, когда «правильная» серийная последовательность звуков не давала возможности записать музыку такой, какой он её слышал внутри себя; после нескольких дней тщетных попыток, было принято решение несколько видоизменить порядок звуков в ущерб «строгости».
Обращает на себя внимание своеобразная трактовка Даллапикколой смысла слов и соответствующих ему серийных манипуляций: в первой части словам «В тысяче форм ты можешь притаиться» соответствует деление серии между тремя кларнетами, в то время как слова «О Вездесущая, прозрю тебя» собирают серию воедино; а во второй части волшебство сочетания Солнца и Луны находит своё отражение во взаимодействии различных транспозиций ракохода серии и её инверсии (Луна как инверсия Солнца); в пятой части на словах «Я в зеркале — красавица…» разворачиваются многочисленные каноны «в обратном движении»: партии голоса и кларнетов (а также кларнетов между собой) многократно зеркально отражаются относительно воображаемой горизонтали. Изощрённое использование Даллапикколой в сочинении канонов является предметом отдельных исследований.

## Место в творчестве композитора
«Песни на стихи Гёте» с их «плавающим ритмом» ознаменовали начало интенсивных метрических и ритмических экспериментов Даллапикколы, которые получили своё полномасштабное развитие уже в его следующем вокальном цикле «Пять песен» (1956) и являются характерной чертой зрелых работ композитора. «Плавающий ритм» достигается в сочинении за счет целого арсенала средств, среди которых неточные каноны (т. е. те, где длительности нот повторяются неточно), наложения друг на друга нескольких метров (когда два или более голоса играют в различных метрах) и подчёркнутого избегания атак, приходящихся на сильную долю такта. Прозрачность партитуры и афористичность высказываний роднит «Песни на стихи Гёте» с музыкой Веберна.

## Публикация
Партитура была опубликована издательством «Suvini Zerboni» в 1953 году в трёх вариантах: собственно партитура (n. 4927), факсимиле партитуры (в двух вариантах, один из которых, изданный в 1954 г., проиллюстрирован двумя репродукциями из собрания персидской миниатюры под редакцией Шульца, Лейпциг, 1914 г.), а также партитура с партиями (n. 5848).

## Первые исполнения
Мировая премьера сочинения состоялась 28 апреля 1953 года в Лексингтоне (США) и была проведена участниками «Creative Concerts Guild», организации, по заказу которой и писалась работа. Исполняли: Элеанор Девис (меццо-сопрано), Роберт Вуд (кларнет-пикколо), Роберт Стюарт (кларнет си-бемоль) и Майкл Вара (бас-кларнет). Премьера сочинения, а затем и последовавшие за ней многочисленные исполнения в Лос-Анджелесе (1955 и 1956), в Оберлинской консерватории (1957) и в Тэнглвудском музыкальном центре (1959) существенно способствовали росту популярности и репутации Даллапикколы в США; итальянская премьера состоялась в Риме в 1954 году в рамках концерта итальянской секции «Международного общества современной музыки»; годом ранее прошла европейская премьера в Карлсруэ, солировала Эрика Марграф.

## Рецепция
Сочинение относится к числу наиболее известных работ композитора. Отрывки из него стали хрестоматийными и регулярно фигурируют как в базовых учебниках теории пост-тональной музыки, так и в современной литературе по развитию слуха. Сохранилось также воспоминание Рихтера о концерте, в программу которого были включены «Песни на стихи Гёте» (в исполнении Элизабет Сёдерстрём). Пианист выразил свои впечатления о музыке следующим образом: «Даллапиккола – более серьёзен [, чем Варез и Штокхаузен], но тоже странный какой-то».

## Записи
- 1969, трио кларнетов под управлением Луиджи Даллапикколы, меццо-сопрано Элизабет Сёдерстрём; CBS Epic Lc 3706; запись многократно переиздавалась.
- 1978, солисты «Ensemble Amsterdam» под управлением Рейнберта де Леу, меццо-сопрано Дороти Дороу; Harlekijn Holland HH 2925 535; Telefunken 6.42 350 AW. Запись считается образцовой.

Большое число неизданных концертных записей разных лет доступно для изучения в Архиве Даллапикколы во Флоренции, многие — с самим Даллапикколой (например, запись исполнения с Магдой Ласло во Флоренции в 1961 г.).